# Братик і сестричка
«Братик і сестричка» (нім. Brüderchen und Schwesterchen) — казка, опублікована братами Грімм у збірці «Дитячі та сімейні казки» (1812, том 1, казка 11). Значно розширена і виправлена версія казки вийшла у другому томі збірки (1819). Згідно з класифікацією казкових сюжетів Аарне-Томпсона має номер 450: «Брат і сестра». 

## Сюжет
Вперше схожий сюжет зустрічається у збірці «Пантамерон» Джамбаттіста Базіле (XVII століття). З того часу казка поширилася по усій Європі під різними назвами, але з незмінною сюжетною лінією. У Росії, зокрема, ця казка відома як «Сестричка Оленка і братик Іванко», що увійшла до збірки «Народні російські казки» Олександра Афанасьєва. Німецька версія братів Грімм базується на розповіді Марії Гассенпфлуг.
Інколи казку «Братик і сестричка» плутають з казкою «Гензель і Гретель», яка також відома під альтернативною назвою — «Братик і сестричка». 
Брат і сестра, втомившись від поганого поводження мачухи, одного разу вирішують втекти з дому. Мачуха, яка є відьмою, накладає чари на всі джерела в лісі, куди втекли діти. Хоча брат відчуває сильну спрагу, його сестра просить його не пити з джерела, до якого вони наближаються, тому що чує дзюрчання води, яке попереджає не пити з цього джерела під загрозою перетворитися на дикого звіра. Проте біля третього джерела брат не може більше терпіти спрагу, випиває води і перетворюється на оленя (в українському перекладі — на дикого козлика). Сестра невтішно плаче. Після довгих прогулянок вони приходять до будинку, в якому можуть жити, і деякий час ведуть щасливе життя.
Одного разу по всьому лісу чути ріг і гавкіт собак, тому що король пішов на полювання. Олень показує сестрі своє бажання вийти, щоб піти подивитися, на що вона погоджується за умови, що це буде ненадовго, а коли повернеться, скаже: «Сестро, впусти мене». Мисливці женуться за ним по всьому лісу, але затримати його не вдається. Наступного дня відбувається те ж саме, але мисливцям нарешті вдалося поранити його так, що олень пошкутильгав до хатинки. Тоді один з мисливців вистежив, куди йде олень, і про побачене розповів королю. Той наказав наступного дня знову піти полювати оленя, але не поранити його, а тим часом попросив цього мисливця провести його до хатинки. Підійшовши до оселі, король сказав: «Сестро, впусти мене», і так потрапив всередину. Побачивши дівчину (сестру перетвореного на оленя хлопця), він закохався і попросив її вийти за нього заміж. Та, хоч і трохи злякалася, зрештою погодилася, за умови, що олень зможе жити з ними в замку. Король погодився, і вони разом вийшли з дому.
Після весілля вони прожили щасливо кілька років, поки стара мачуха не дізналася, що вони щасливі при царському дворі, і вирішила знову влаштувати проти них змову. Вона пішла в замок і обдурила королеву, яка народила дитину, замкнувши її та задушивши димом від багаття. На її місце вона поклала свою власну потворну однооку доньку, надавши їй своєю магією вигляду королеви, але так і не змігши повернути їй друге око (цю проблему вона вирішила, поклавши доньку на той бік, де в неї не було ока). Коли король повернувся до замку, він знав, що у нього є син, і хотів негайно піти побачити свою прекрасну королеву, але відьма, переодягнена служницею, з усіх сил намагалася його зупинити. Тієї ночі няня, яка спала в кімнаті дитини, побачила, як увійшов привид справжньої королеви, яка піклувалася про свою дитину, і вона погладила оленя, перш ніж піти. Те саме відбувалося багато ночей підряд, і зрештою няня розповіла про все королю. Той вирішив побачити це на власні очі. Так він упізнав свою дружину, заклинання було знято, і вона повернулася до життя. Відьму та її доньку засудили до страти, а коли відьма померла, олень знову став людиною, і брат із сестрою щасливо зажили при королівському дворі.

## Екранізації
- «Братик і сестричка» (нім. Brüderchen und Schwesterchen) – німецький фільм 1953 року;
- «Казки братів Ґрімм» («Братик і сестричка»; яп. Gurimu Meisaku Gekijo) – японський анімаційний серіал (1987-1988);
- «Сімсала Грімм» («Братик і сестричка»;нім. Simsala Grimm) – німецький анімаційний серіал 1999 року;
- «Братик і сестричка» (нім. Brüderchen und Schwesterchen) – німецький фільм 2008 року.